# 安裝程式
安裝程式（或稱安裝軟體）是電腦軟體的一種，用以協助使用者安裝其他軟體或驅動程式。安裝程式的檔案名稱常見有「setup」、「install」、「installer」、「installation」等字樣。
安裝程式通常也會同時提供移除程式（或稱反安裝程式、卸载程序）以協助使用者將軟體自電腦中刪除。移除程式的檔案名稱常為「uninstall」、「uninstaller」等。
Windows系統有提供一個稱為「新增與移除程式」的共用介面，內有大多數已安裝軟體的列表。通常安裝程式都會在安裝的同時將自己與自己的移除程式列表於其中。

## 功用
電腦發展之初，因硬體設備的限制，電腦軟體都比較小型和簡單，而且當時電腦尚未普及，通常電腦使用者都有一定程度以上的電腦操作知識，所以安裝程式並不是相當必要。但隨電腦硬體發展的突飛猛進，軟體也因而大型化與複雜化，加上網路帶動電腦普及化，越來越多的使用者困擾於軟體的安裝過程，因此越來越多的軟體開發者會提供安裝程式以協助使用者進行安裝。
安裝程式的目的主要如下：
1. 簡化軟體安裝過程
2. 提供親切友善的操作介面
3. 壓縮軟體大小
4. 保護軟體完整，避免被盜版、破解或植入病毒

## 安裝步驟
安裝步驟通常依以下形式進行，如果使用者沒有要變更設定的話，多半只要一直按「是 (Y)」便能完成安裝：
1. 歡迎使用該軟體的訊息提示
2. 閱讀終端使用者授權條款（EULA）
3. 選擇要安裝哪些元件
4. 選擇要安裝到何處
5. 確認是否選擇無誤並準備開始安裝
6. 提示安裝完成，詢問之後要進行什麼動作，例如啟動程式、閱讀說明或重新啟動系統

## 定型化的安裝程式
隨著安裝成為軟體使用過程中最初且常見的步驟，為避免重覆投入人力設計安裝程式、加速軟體的發佈與上市、並減少使用者學習如何安裝的麻煩，因此定型化的安裝程式是必要的。這種定型化的安裝程式也被稱為「封裝程式」或「封裝軟體」。
常見的封裝程式有：
- 免費

1. Nullsoft Install System（NSIS）
2. Inno Setup
3. Windows Installer XML toolset（英语：WiX）

- 商用

1. Windows Installer
2. InstallShield
3. Wise
4. SetupBuilder

很多壓縮程式同時也提供自解壓縮形式的執行檔，即不需要使用該壓縮程式便能解壓縮。這種自解壓縮形式的執行檔因具有一定程度的安裝程式雛形，所以也常被當作簡易的安裝程式使用。常見的有：
1. 7-Zip
2. WinRAR
3. WinZip
4. 更多請見压缩软件列表